# Ammoniumdodecylsulfaat
Ammoniumdodecylsulfaat is een ionische oppervlakte-actieve stof. Het staat ook bekend onder de naam ammoniumlaurylsulfaat en de Engelstalige namen ammonium lauryl sulfate (ALS) en ammonium dodecyl sulfate (ADS).

## Synthese
Ammoniumdodecylsulfaat wordt gemaakt door dodecylzuur ofwel laurinezuur (dat meestal uit kokos- of palmolie gehaald wordt) te sulfoneren met zwavelzuur en vervolgens te neutraliseren met ammonia of ammoniumcarbonaat.

## Toepassingen
Ammoniumdodecylsulfaat is een sterk reinigende stof, zelfs in een sterke verdunning. Het vormt door de oppervlakte-actieve werking een stevig schuim. Ammoniumdodecylsulfaat wordt in Europa weinig gebruikt. Ook het vrijwel identieke natriumdodecylsulfaat wordt in Europa aanzienlijk minder gebruikt dan elders in de wereld. Het is een grondstof voor ammoniumlaurylethersulfaat.
In zuivere vorm vindt het wel toepassing als reiniger en schuimvormer in sommige soorten cosmetica en reinigingsmiddelen. In andere delen van de wereld (onder andere de VS) wordt het ook veel gebruikt in shampoo, douchegel en dergelijke producten. De INCI naam is Ammonium Lauryl Sulfate.